# كينجسلي بن أدير
كينجسلي بن أدير هو ممثل بريطاني ولد في 28 فبراير 1986.